# Sadhana Shivdasani
Sadhana Shivdasani (Karachi, 2 de septiembre de 1941 – 25 de diciembre de 2015), reconocida simplemente como Sadhana, fue una actriz india, popular en la escena del cine hindi en la época de 1960. En un momento llegó a ser la actriz mejor remunerada en toda la India.
Shivdasani apareció inicialmente en la película Abaana e ingresó en la industria de Bollywood gracias a su alabada actuación en la película dramática Love in Simla. Su fama aumentó tras participar en tres películas de suspenso, Woh Kaun Thi? (1964), Mera Saaya (1966) y Anita (1967), todas dirigidas por Raj Khosla. Fue nominada a un Premio Filmfare en la categoría de mejor actriz por su participación en las películas Woh Kaun Thi? y Waqt en 1965 y 1966 respectivamente. Se retiró de la industria del cine a mediados de la década de 1970 antes de dirigir y producir algunas películas.
Sadhana falleció el 25 de diciembre de 2015 en Bombay tras ser hospitalizada por un severo caso de fiebre. Although the illness she briefly suffered from was officially undisclosed, Un amigo de la familia confirmó que la actriz sufría de cáncer.